# Israel La’ad
Israel Laʿad (hebräisch יִשְׂרָאֵל לָעַד Jisraʾel laʿad, deutsch ‚Israel für ewig‘) wurde 2004 als ein gemeinnütziges Hilfswerk in Israel mit dem Ziel gegründet, für die Bedürfnisse der Unterprivilegierten in der israelischen Gesellschaft einzutreten. Dazu bietet das Hilfswerk Israel Laʿad bedürftigen Kindern Lernzentren für kostenlose nachmittägliche Hausaufgabenhilfe, sozial gefährdeten Jugendlichen Radsportprogramme und Schoah-überlebenden Senioren ein besonderes Schabbat-Speise-Pakete-Lieferprogramm. Israelische Unternehmer, Schüler und Freunde aus dem Ausland helfen mit. 
Seit 2009 verleiht Israel Laʿad dank deutscher und israelischer Spenden Stipendien für berufliche Ausbildung an junge Studentinnen und Studenten, deren Familien aus Äthiopien als Neueinwanderer nach Israel gekommen waren. In Deutschland wird das gemeinnützige israelische Hilfswerk durch den deutschen gemeinnützigen Verein Israel Laʿad Freunde e.V. und Ari Lipinski vertreten. 

## Schabbat-Speisepakete
Schabbat-Speisepakete ist ein Speise-Lieferprogramm in den Städten Ashdod, Javne und Qirjat Malʾachi, in denen akuter Bedarf besteht. Freiwillige Helfer liefern koschere Schabbat-Speisepakete mit grundlegenden Inhalten inklusive der zwei Schabbatbrote (Challas) jeden Donnerstagabend an über 500 bedürftige Familien aus. Empfänger sind hauptsächlich ältere und einsame Personen, darunter viele 70- bis 80-jährige Schoah-Überlebende oder jüdische Neueinwanderer. Das Programm unterstützt auch junge Familien, die unter ökonomischen Druck z. B. wegen Arbeitslosigkeit geraten sind. Es bietet Bedürftigen durch die regelmäßige Versorgung mit elementaren koscheren Nahrungsmitteln nicht nur materielle Hilfe, sondern stellt einen Strahl der Hoffnung und der Solidarität der Gesellschaft dar. 
Ein besonderer pädagogischer Aspekt besteht darin, dass die Kinder aus den bedürftigen Familien zur ehrenamtlichen Selbsthilfe aktiviert werden, Motto: Hilfe zur Selbsthilfe. Die Speisepakete werden z. T. durch Kinder von Empfänger-Familien vorbereitet und verteilt. Die Kinder lernen, dass man zur Bewältigung der Not auch den eigenen Beitrag leisten muss. Durch die aktive Mitwirkung an der Wohltätigkeit von der Geber-Seite stärken sie ihre Selbstachtung.

## Stipendien für berufliche Ausbildung
Israel Laʿad hilft sozio-ökonomisch schwachen Neueinwanderer-Familien in Israel durch Stipendien für berufliche Ausbildung. Insbesondere dank Spenden aus Deutschland werden dabei äthiopischstämmige junge Frauen gefördert, um durch die berufliche Kompetenz ihre soziale Stellung zu verbessern und ihre Integration in der israelischen Gesellschaft zu beschleunigen.

## Lernzentrum
Das Israel-Laad-Lernzentrum-Programm hilft gefährdeten Jugendlichen der 6., 7. und 8. Klasse Fertigkeiten – vor allem Lesen und Schreiben – zu entwickeln, die notwendig sind, um erfolgreich studieren zu können. Diese Altersgruppe zeigt sich als die pädagogisch empfänglichste für diese Art von Hilfe.
Israel Laʿad arbeitet mit Jugendlichen, die nach Einschätzung von Fürsorgeeinrichtungen vom Abbruch der Schule oder dem Kontakt mit Kriminalität oder Drogen bedroht sind. Vorrang haben Kinder von Neueinwanderern, die unter einer hohen Arbeitslosigkeit leiden und Schwierigkeiten bei der Integration in die israelische Gesellschaft haben. Diese Kinder leben in Verhältnissen, in denen es an grundlegenden Lern-Hilfsmitteln (z. B. PC), an Bedingungen zum erfolgreichen Erledigen der Hausaufgaben oder zur Nacharbeitung der Schulstunden mangelt.
Das Programm stellt speziell ausgebildete Lehrer bereit, die mit drei bis fünf Jugendlichen individuell arbeiten. Nachdem der Lehrer die speziellen Schwachstellen jedes Jugendlichen identifiziert, werden die Jugendlichen einem Lehrer mit einer 1-zu-1Betreuung zugewiesen, die beste Betreuung, die man geben kann.

## Radsport im Lernzentrum
Radsport im Lernzentrum ist ein Radsportprogramm für Jugendliche, die vom Schulabbruch bedroht sind. Es bietet Jugendlichen Anreiz und Belohnung, hart in der Schule und besonders am Nachhilfe-Programm mitzuarbeiten. Es lässt in ihnen einen Sinn für Zugehörigkeit und Leistung heranwachsen und fördert Liebe für und Identifizierung mit Israel. Das Programm Radsport im Lernzentrum wurde 2005 in den Städten Qatzrin und Gedera gestartet und findet seit 2008 auch in Rechovot statt.
Das Projekt erhielt z. T. positives Feedback von Lehrern und Sozialarbeitern, die von den positiven Veränderungen bei den Jugendlichen beeindruckt waren. Es bringt Jugendliche mit schwachem sozial-ökonomischen Hintergrund zum Erfolg in der Schule und bindet sie in einen gesunden Sport ein, den sie sonst sich nicht hätten leisten können.